# 亞馬遜黑身脂鯉
亞馬遜黑身脂鯉，為輻鰭魚綱脂鯉目脂鯉亞目頂器脂鯉科的其一種，分布於南美洲亞馬遜河、奧里諾科河及圭亞那沿岸淡水流域，體長可達5公分，棲息在流動快速的岩石底質溪流，生活習性不明。